# 27570 Erinschumacher
27570 Erinschumacher è un asteroide della fascia principale. Scoperto nel 2000, presenta un'orbita caratterizzata da un semiasse maggiore pari a 2,7695900 UA e da un'eccentricità di 0,0889755, inclinata di 7,96560° rispetto all'eclittica.